# Craterobathra
Craterobathra é um gênero de mariposa pertencente à família Acrolepiidae.